# Cierp-Gaud
Cierp-Gaud é uma comuna francesa na região administrativa da Occitânia, no departamento do Alto Garona. Estende-se por uma área de 13.90 km², com 728 habitantes, segundo o censo de 2018, com uma densidade de 52 hab/km².